# アマタシティー工業団地
アマタシティー工業団地（アマタシティーこうぎょうだんち、タイ語:นิคมอุตสาหกรรมอมตะซิตี้、英語：Amata City Industrial Estate）は、タイ王国ラヨーン県プルワックデーン郡 に存在する工業団地。タイ工業団地公社が運営する。アマタ・コーポレーションが開発主体。同系列ではあるが別の工業団地としてアマタナコーン工業団地が存在し、区別される。1996年に開設。 

## 概要
日本をはじめとした海外の企業や現地法人の誘致に熱心であり、自動車部品等の関連企業を中心に多数の企業が進出している。東部臨海工業地帯の中心に位置し、タイ最大の深海港レームチャバン港に近い。

### 主な日本企業
- ゼクセル
- ダイキン工業
- JSR
- 岩谷産業
- 住友ゴム
- AGC
- 東海理化
- 横浜ゴム（ヨコハマタイヤ・マニファクチュアリング）

### 多国籍企業
- ボッシュ

## 管理事務所所在地
ラヨーン県 プルワックデーン郡 タムボン・マープヤーンポン、ムー4、ムー6、7
（เลขที่ 7 หมู่ที่ 4 และหมู่ที่ 6 ตำบลมาบยางพร อำเภอปลวกแดง จังหวัดระยอง 21140） 
- 各地からの距離
  - レームチャバン港より27km
  - パッタヤーより36km
  - スワンナプーム国際空港より99km
  - マープタープット工業港より48km
  - バンコクより114km
  - クローントゥーイ港より122km
  - ドンムアン空港より142km

## 用地
- 用地面積 - 総面積  1,381ha（一般工業区 617ha、商業・住宅区64ha　など）

## 施設
- 水道水:1,200万㎥の貯水池を持つ。
- 電力：プルワックデーン郡地方電力公社から供給。100MVA。115kV、22kV高圧電流。
- 電話:TOT社とTT&T社。
- 通信:光ファイバーケーブルとISDN回線が利用可
- 廃水処理:廃水処理能力は18,000㎥/日。
- 道路：幹線道路は幅員48m（6車線）、補助幹線道路は幅員32m（4車線）
- 防火:道路沿いに250メートル間隔で消火栓を設置。消防車2台（10,000ℓ水槽、8,000ℓ水槽）
- ワンストップサービスセンター（OSOS）:タイ工業団地公社本部およびアマタシティー工業団地事務所にある。